# Gallery Singh
Stichting Gallery Singh is een kunstgalerie in Paramaribo, Suriname.
De galerie werd in 1985 opgericht door de kunstenaar George Ramjiawansingh en zijn vrouw Usha. Er worden wisselende exposities getoond met zowel eigen kunstwerken als van andere kunstenaars.
Ook stimuleert de galerie kunstvorming door informatie te delen, zoals met een informatiestand op de Holí Chautál Mílan in het Lalla Rookh-complex, en door les te geven aan leerlingen en studenten. Volgens Ramjiawansingh is het leereffect wederzijds, omdat kinderen de wereld anders bezien.